# Pie (cheval)

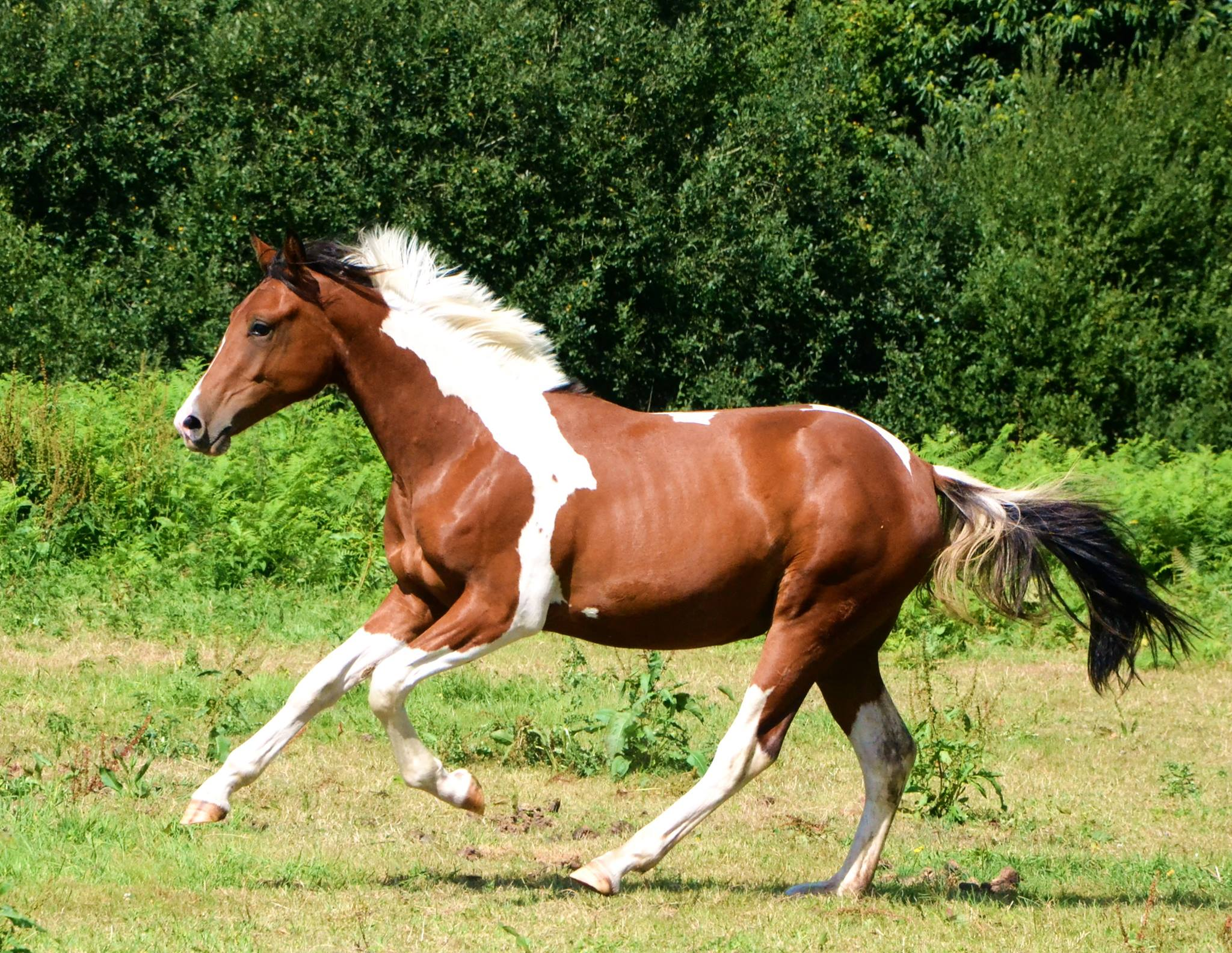
Color Boy, étalon Pinto pie bai tobiano

La robe pie est, dans le domaine de l'hippologie, une couleur de robe du cheval avec de nombreuses taches blanches séparées d'une autre couleur plus foncée. Elle est traditionnellement associée aux chevaux des Amérindiens, qui choisissaient plus volontiers des montures colorées par opposition aux montures des colons, souvent de robe unie. Plusieurs races équines sont sélectionnées sur ces couleurs, telles que le Paint Horse et le Pintabian. La robe pie est également fréquente chez le Gypsy Vanner, le Clydesdale, et certains poneys. Elle se décline en de nombreuses variantes, qui sont le tobiano, l’overo, le tovero, le sabino, le rabicano et le balzan. La génétique de la robe pie est différente de celle de la robe tachetée.

## Définition génétique de la robe pie

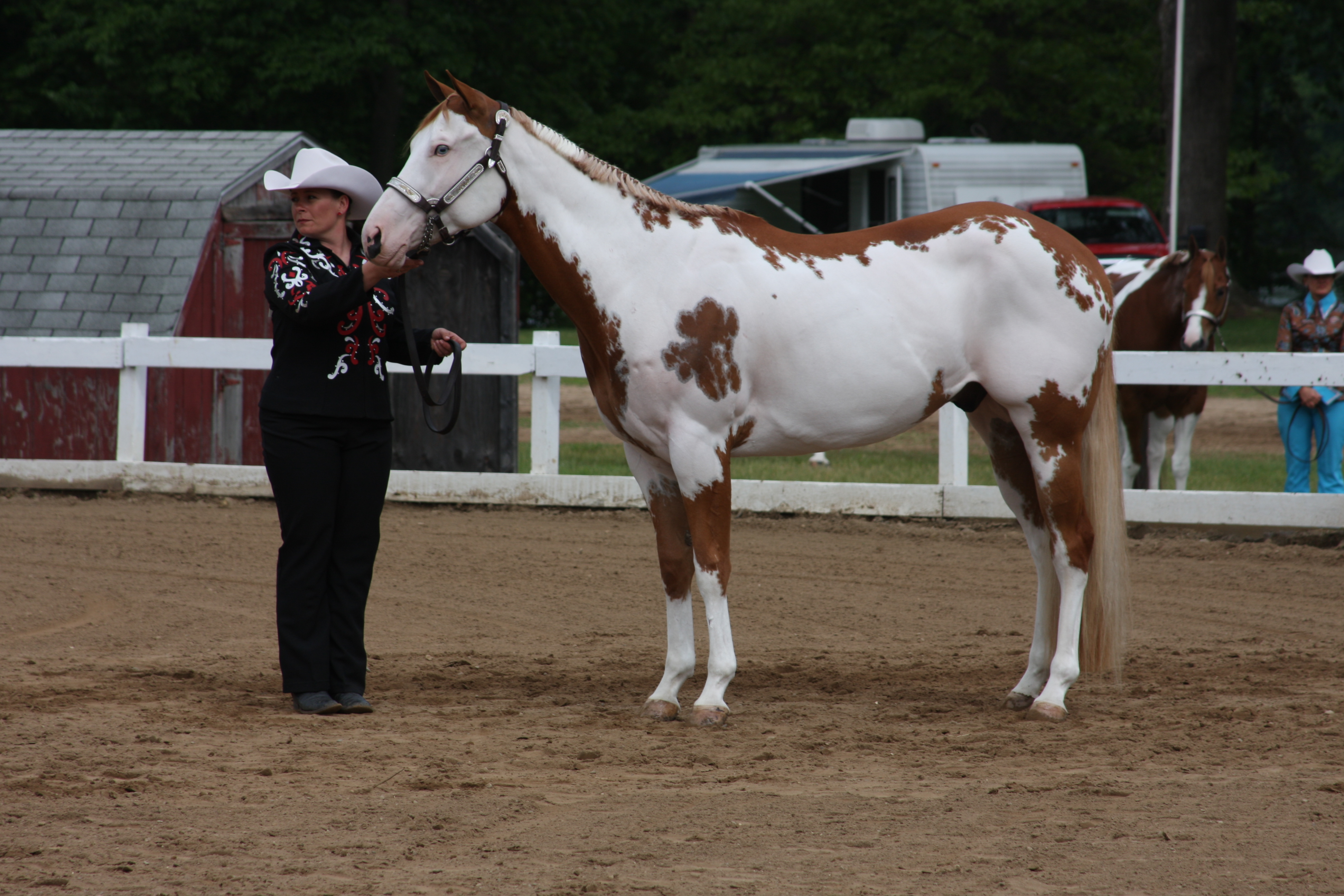
Cheval possédant différents gènes de robe pie.

La robe pie du cheval consiste en des taches blanches réparties sur une robe colorée, jamais l'inverse. Sous les parties blanches, la peau du cheval est rose tandis que sous les parties au pelage coloré, elle est foncée. Il existe plusieurs gènes pie. Chacun a une répartition des couleurs et des taches différentes. Cette répartition est appelée patron de robe. Il existe ainsi le gène tobiano, le gène frame, le gène sabino, le gène splashed white, et le dominant white.

## Histoire du cheval pie dans le monde

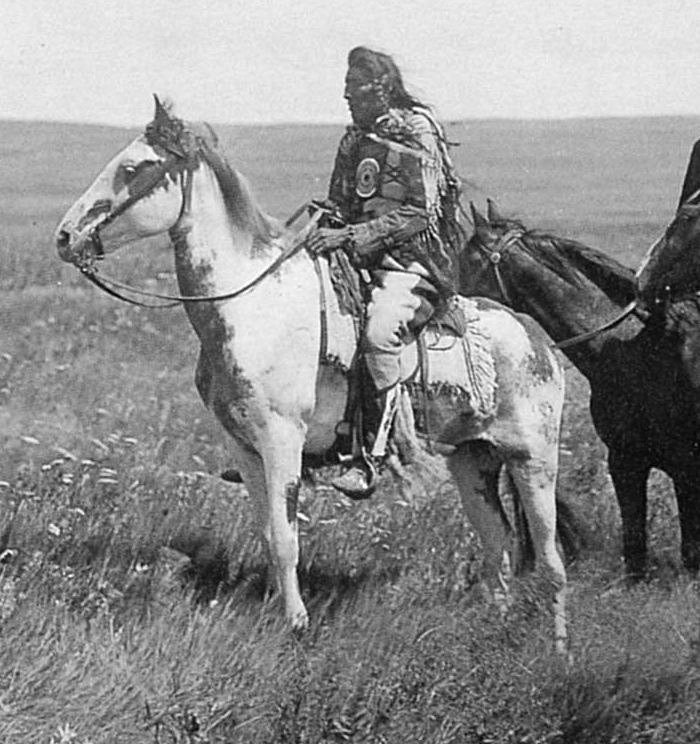
Photo d'un amérindien nord-américain par Edward S. Curtis, prise entre 1907 et 1930.

Les plus anciens chevaux pie seraient attestés en Égypte 3000 ans av J.C. Du XVe au XVIIe siècle. Certaines peintures de la Renaissance prouvent que les chevaux pie sont fréquents à cette époque mais durant les siècles qui suivent, l'armée, principal demandeur de chevaux pour les besoins de la guerre, veut uniformiser les couleurs des chevaux, d'autant plus qu'un cheval à taches est facilement repérable sur un champ de bataille[réf. nécessaire]. De même, en attelage, il est important d'avoir des chevaux dont les robes se ressemblent pour harmoniser l'équipage mais on ne trouve jamais deux chevaux pie exactement semblables. C'est la raison pour laquelle, chez les chevaux dits « de sang » et de grande taille en Europe, il ne se trouve quasiment aucun sujet de robe pie. La plupart des stud books interdisent cette robe. Par contre, la robe est fréquente chez les poneys, ainsi que certains chevaux de trait comme le Gypsy Vanner sélectionné par les travellers irlandais.
Sur le continent américain, l'histoire de la robe pie est totalement différente car en 1518, les conquistadors de Cortés amènent avec eux onze chevaux et six juments, dont deux ont une robe pie et cinq autres une robe tachetée. Les Amérindiens sont réputés pour sélectionner des chevaux pie, par opposition aux cow-boys qui préfèrent les montures à la robe unie. Aujourd'hui, la tendance s'est inversée et de nombreux éleveurs, américains comme européens, se sont spécialisés dans les chevaux dits de couleur car ils plaisent aux cavaliers de loisir.

## Types de robes pie

### Tobiano

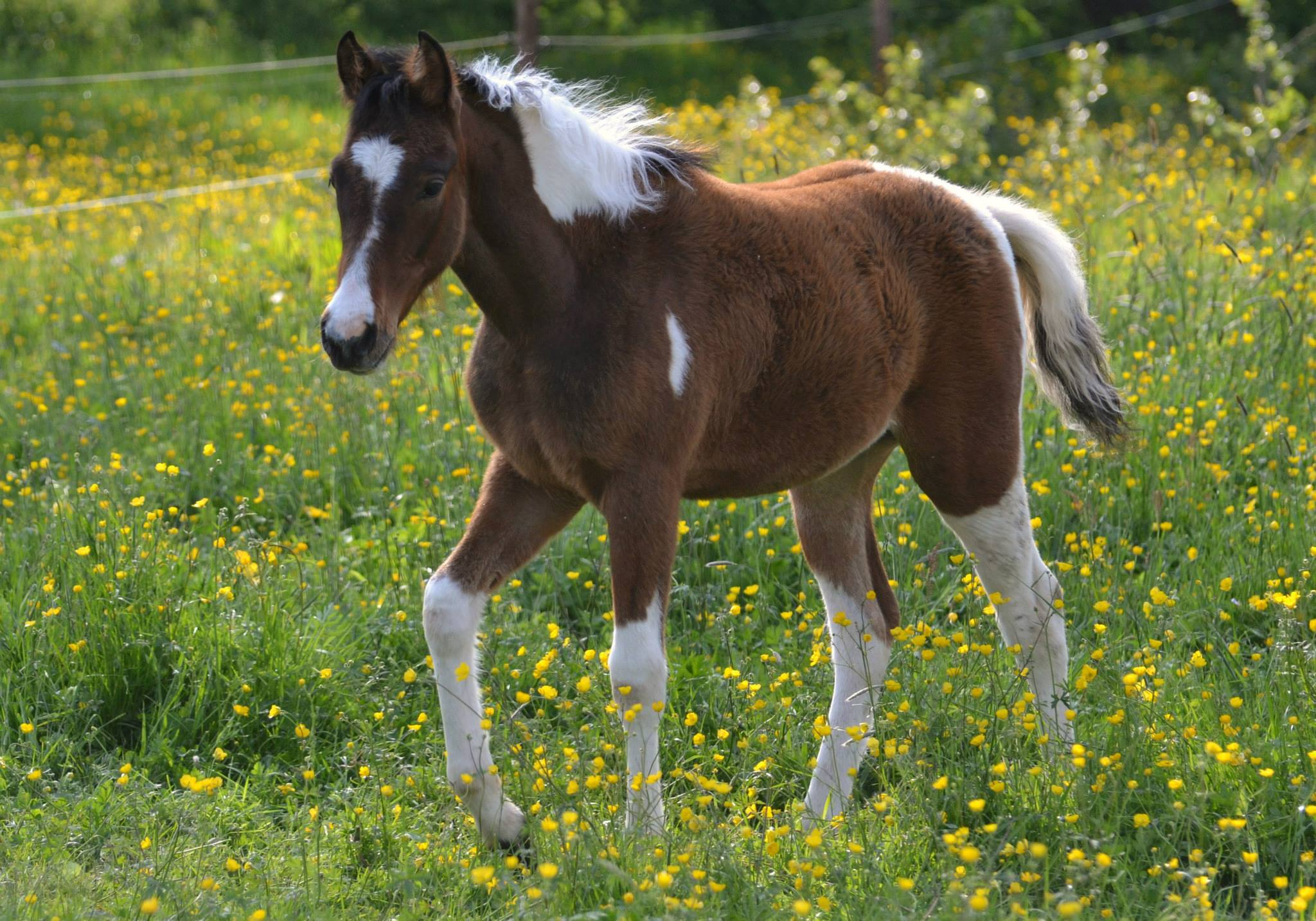
Deexit hds, pouliche pie Bai Tobiano

Le tobiano est la robe pie la plus courante. Le blanc traverse la ligne du dos et n'atteint généralement pas la tête. On trouve souvent quatre balzanes blanches haut chaussées et des crins blanc. La limite entre la couleur et le blanc est régulière et bien nette.

### Overo

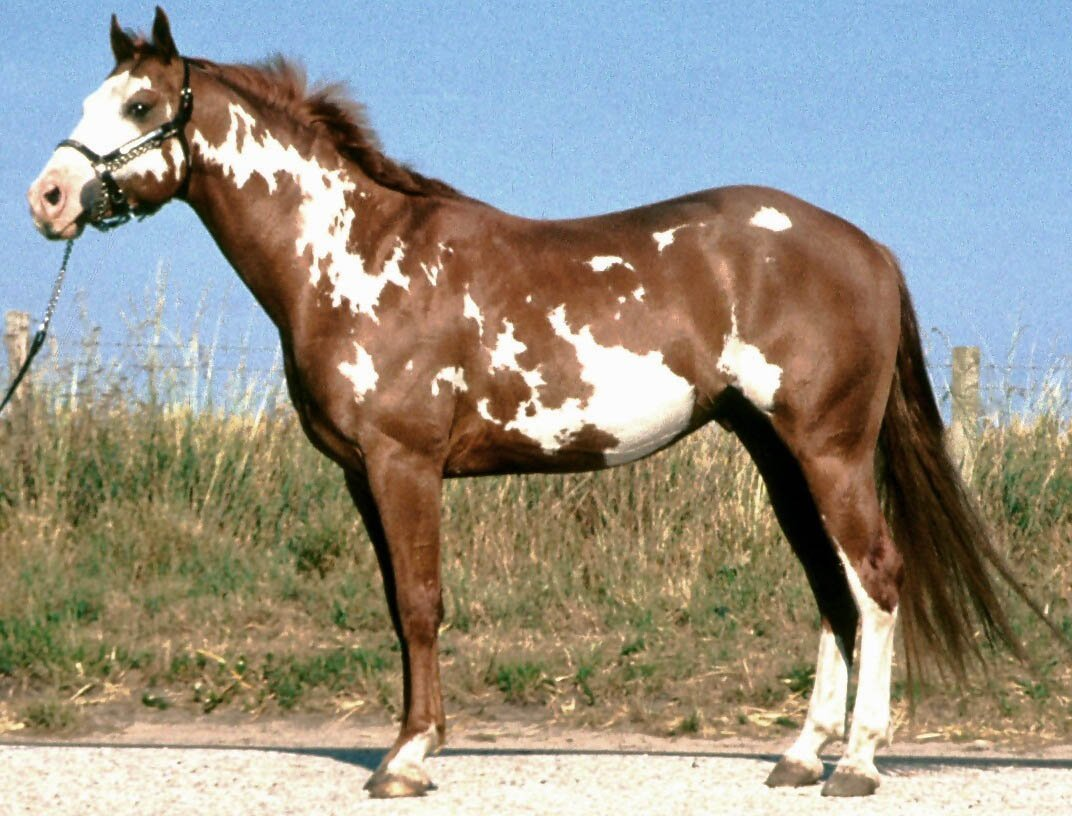
Overo.

La robe overo est déjà plus rare. Le blanc ne traverse pas la ligne du dos mais atteint très souvent la tête. Les balzanes sont généralement incomplètes car elles ne font pas tout le tour du membre. Les crins sont panachés de blanc. La limite entre les taches et le blanc est plus irrégulière que chez les tobianos. Une anomalie génétique accompagne les chevaux porteurs du gène dominant overo. En effet, le croisement de deux chevaux overo a une chance sur quatre de donner naissance à un poulain de robe blanche qui meurt fatalement quelques heures plus tard à cause d'une malformation des intestins associée au gène dominant overo. Il est donc fortement déconseillé de croiser deux chevaux de robe overo entre eux. Cela rend la robe plus rare que le tobiano, du fait qu'il n'existe aucun cheval vivant porteur de deux gènes overo.

### Tovero

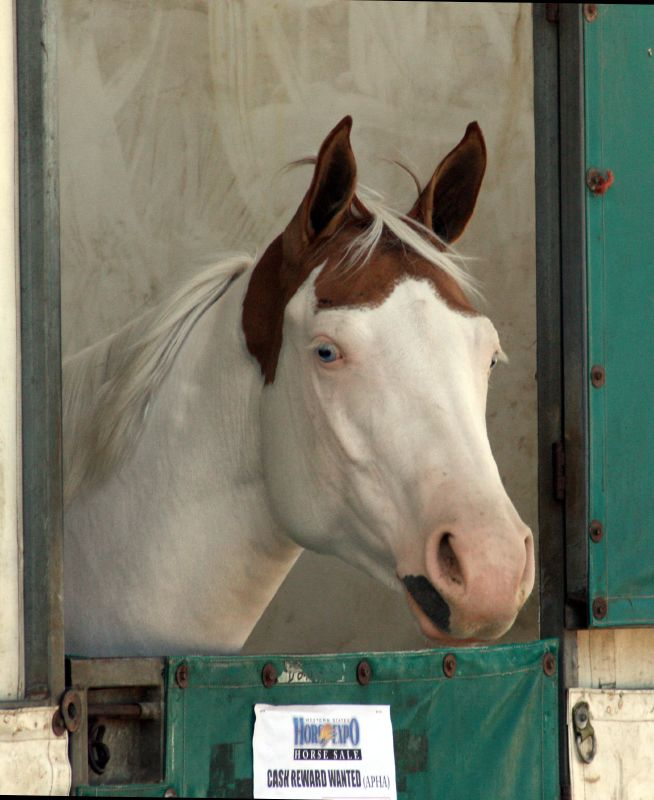
Une jument Tovero dans l'écurie.

Le tovero est un mélange entre les robes overo et tobiano. Le cheval a généralement la tête blanche avec une marque sur les oreilles, autour de la bouche et parfois autour des yeux. Les marques sont régulières et s'étendent plus ou moins sur les flancs. Le blanc traverse le dos et les jambes sont généralement blanches. La queue et la crinière sont unies.
Les chevaux aux oreilles de couleur sont appelés medecine hat (ou chapeau de l'homme médecin) par les amérindiens. Leur légende dit que ces chevaux permettent au sorcier qui les monte de lire dans les cœurs. Une autre version appelle la robe « masque de guerre » et veut qu'elle protège le guerrier qui monte l'animal.

### Sabino

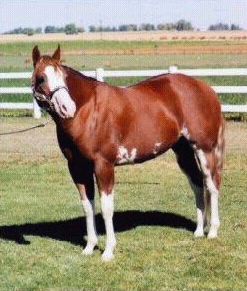
Sabino Sb-1

Le sabino est un phénotype de robe pie, qui peut être dû à la mutation nommée Sabino Sb-1, ou aux différentes mutations du blanc dominant (DW). Le Sb-1 n'a jamais été identifié génétiquement ni chez le Clydesdale ni le Shire.
La mutation Sb-1 existe chez des races américaines (Paint Horse, Quarter horse) chez l'Irish cob/Gypsy cob, chez le Lipizzan, le Haflinger et le Noriker et chez plusieurs races africaines (Barbe, Gharkawi, Poney de Khartoum...) et indiennes (Marwari, etc). Le blanc part de quatre balzanes très haut chaussées et s'étale sur le ventre. La tête est très blanche, parfois jusqu'à la gorge et la partie inférieure. La bordure des plaques blanches est déchiquetée, ce qui fait penser à de la dentelle. 
Il existe des lignée de Pur-sang porteurs de Dominant White (même principe que pour les Clydesdales et Shire, ainsi que des Pur-sang arabes qualifiés de "Sabino" sur la base du phénotype, qui sont génétiquement DW.

### Rabicano

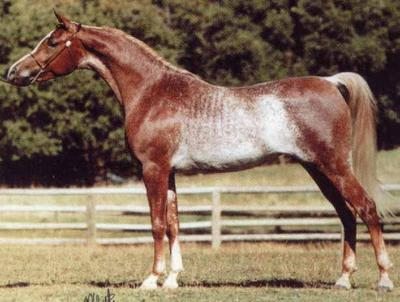
Rabicano.

L'avant-main est unie, les flancs, l'arrière-main et la base de la queue sont blancs. La bordure entre blanc et couleur est floue : elle est constituée d'un mélange de poils de couleurs et de poils blancs créant un rouannage sur les flancs. Selon les haras nationaux, ces chevaux sont nommés rubicans et sont rattachés au patron de leur robe de base.

### Balzan / Splashed White

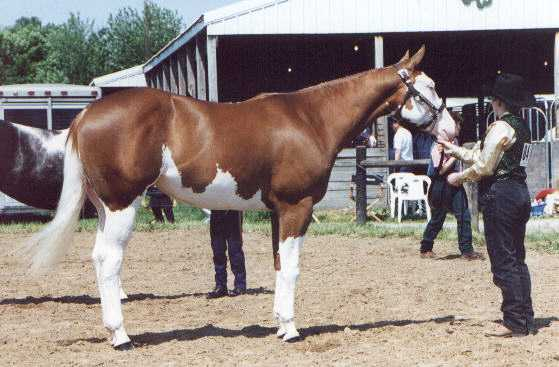
Splashed White.

Il s'agit de la plus rare des robes pie. La répartition du blanc est la même que pour le sabino mais la bordure des plaques blanches est beaucoup plus nette et régulière, ce qui donne l'impression que le cheval a marché dans une rivière de peinture blanche. Ces chevaux sont connus sous le nom de balzans ou balzanos en français (Splashed white pour les anglophones).

## Races de chevaux pie
La robe pie est associée à certaines races de chevaux, notamment le Paint Horse, qui était originellement un cheval de race Quarter Horse avec une robe pie. Les éleveurs du Quarter Horse ayant interdit cette robe associée aux indiens d’Amérique, quelques éleveurs américains ont créé la section du Paint Horse qui est depuis devenu une race à part entière. Le « Pinto » n'est pas une race, mais un type de cheval sélectionné pour sa couleur pie aux États-Unis. En France, le Pinto est reconnus par les Haras Nationaux depuis 2018. 
Le Gypsy Vanner a très souvent une robe pie et le trait Clydesdale (cheval) une robe phénotypiquement sabino. 
Chez les poneys, le Pottok, race venant du pays basque, peut arborer la robe pie tobiano s'il n'est pas du type originel.

## Cheval pie dans la culture
Le cheval « pie » est cité par Victor Hugo dans les premiers chapitres de L'Homme qui rit, à titre d'exemple des bassesses du XVIIe siècle, qu'il appelle « un siècle très bizantin », à la « naïveté corrompue et la férocité délicate, variété curieuse de civilisation ». Il le décrit comme une des monstruosités fabriquées par ce siècle, parmi d'autres exemples de « production artificielle de cas tératologiques ».
Un cheval pie apparaît régulièrement dans Le Pays où l'on n'arrive jamais, un roman pour la jeunesse d'André Dhôtel ayant pour thème le nomadisme et le fantastique.
- Le Cheval est une nouvelle de Léon Tolstoï dont le héros est un cheval pie surnommé l'Arpenteur.
- Petit Tonnerre est le nom du mustang pie de Yakari, et son ami.
- Le célèbre mustang pie overo alezan Hidalgo (film)